# 9872 Solf
9872 Solf eller 1992 DJ4 är en asteroid i huvudbältet som upptäcktes den 27 februari 1992 av den tyske astronomen Freimut Börngen vid Tautenburg-observatoriet. Den är uppkallad efter Josef och Jena Solf.
Asteroiden har en diameter på ungefär 3 kilometer och den tillhör asteroidgruppen Vesta.